# أنفايلار أم تريفلز
أنْفَيلَر أم اتريفِلس (بالألمانية: Annweiler am Trifels) هي بلدة ألمانية تقع في ألمانيا في راينلند بالاتينات.  يقدر عدد سكانها بـ 7,090 نسمة.

## المدن التوأمة
مدينة جبنة غورغونزولا هي مدينة توأمة لـآنوايلار آن در تريفلز.

## أعلام
- فرانز أولريش